# Popillia ghanaensis
Popillia ghanaensis är en skalbaggsart som beskrevs av Limbourg 2007. Popillia ghanaensis ingår i släktet Popillia och familjen Rutelidae. Inga underarter finns listade i Catalogue of Life.